# Victoria Libertas Pallacanestro 2008-2009
Questa voce raccoglie le informazioni riguardanti la Victoria Libertas Pallacanestro nelle competizioni ufficiali della stagione 2008-2009.

## Verdetti stagionali
- Serie A:
  - stagione regolare: 8º posto su 16 squadre (14-16);
  - playoff: eliminazione ai quarti di finale contro Siena (0-3).

## Stagione
La stagione 2008-2009 della Victoria Libertas Pallacanestro, sponsorizzata Scavolini-Spar, è la 50ª nel massimo campionato italiano di pallacanestro, la Serie A.
Anche per questa stagione la Lega Basket conferma la regola riguardo al numero di giocatori extracomunitari consentiti per ogni squadra, cioè quattro.

## Roster
Aggiornato al 4 gennaio 2022.
| Scavolini Spar Pesaro 2008-09 | Scavolini Spar Pesaro 2008-09 |
| Giocatori                     | Staff tecnico                 |
| ----------------------------- | ----------------------------- |

| N. | Naz.                                       | Ruolo | Nome                | Anno | Alt.   | Peso   |  |
| -- | ------------------------------------------ | ----- | ------------------- | ---- | ------ | ------ |  |
| 4  | Italia (bandiera)                          | PG    | Giovanni Tomassini  | 1988 | 188 cm | 78 kg  |  |
| 5  | Lituania (bandiera)                        | A     | Mindaugas Žukauskas | 1975 | 202 cm | 98 kg  |  |
| 6  | Argentina (bandiera) · Italia (bandiera)   | P     | Maximiliano Stanic  | 1978 | 180 cm | 82 kg  |  |
| 7  | Stati Uniti (bandiera)                     | G     | Ramel Curry         | 1980 | 192 cm | 85 kg  |  |
| 8  | Stati Uniti (bandiera) · Italia (bandiera) | P     | Mike Nardi          | 1985 | 186 cm | 85 kg  |  |
| 9  | Nigeria (bandiera)                         | C     | Deji Akindele       | 1983 | 215 cm | 108 kg |  |
| 10 | Italia (bandiera)                          | G     | Carlton Myers (C)   | 1971 | 191 cm | 90 kg  |  |
| 11 | Panama (bandiera)                          | GA    | Michael Hicks       | 1976 | 195 cm | 91 kg  |  |
| 16 | Albania (bandiera) · Italia (bandiera)     | AC    | Andrea Gjinaj       | 1986 | 205 cm | 102 kg |  |
| 17 | Stati Uniti (bandiera) · Italia (bandiera) | C     | Casey Shaw          | 1975 | 208 cm | 110 kg |  |
| 19 | Italia (bandiera)                          | A     | Thomas Amici        | 1986 | 198 cm |        |  |
| 24 | Belgio (bandiera)                          | PG    | Sam Van Rossom      | 1986 | 188 cm | 78 kg  |  |
| 31 | Stati Uniti (bandiera)                     | AG    | LeRoy Hurd          | 1980 | 202 cm | 107 kg |  |
| -  | Italia (bandiera)                          | P     | Andrea Giampaoli    | 1990 | 185 cm | 78 kg  |  |
| -  | Italia (bandiera)                          | AP    | Massimo Ziliani     | 1991 | 195 cm |        |  |

| Allenatore                                                                   |
| - Stefano Sacripanti                                                         |
| Assistente/i                                                                 |
| - Giacomo Baioni Legenda - (C) Capitano - (IN) Inattivo - Infortunato Roster |

## Mercato

### Sessione estiva
| Acquisti | Acquisti           | Acquisti                             | Acquisti      | Acquisti |
| R.       | Nome               | da                                   | Modalità      |          |
| -------- | ------------------ | ------------------------------------ | ------------- | -------- |
| G        | Ramel Curry        | H. Gerusalemme                       | definitivo    |          |
| C        | Deji Akindele      | Pau-Lacq-Orthez                      | definitivo    |          |
| P        | Maximiliano Stanic | Pau-Lacq-Orthez                      | definitivo    |          |
| AG       | LeRoy Hurd         | Nuova A.M.G. Sebastiani Basket Rieti | definitivo    |          |
| A        | Thomas Amici       |                                      | definitivo    |          |
| C        | Casey Shaw         | Olimpia Milano                       | definitivo    |          |
| PG       | Sam Van Rossom     | Olimpia Milano                       | prestito      |          |
| PG       | Giovanni Tomassini | Pall. Pavia                          | fine prestito |          |
| AC       | Andrea Gjinaj      | Patti                                | definitivo    |          |

| Cessioni | Cessioni              | Cessioni                             | Cessioni       | Cessioni |
| R.       | Nome                  | a                                    | Modalità       |          |
| -------- | --------------------- | ------------------------------------ | -------------- | -------- |
| C        | Pervis Pasco          | Nuova A.M.G. Sebastiani Basket Rieti | fine contratto |          |
| AG       | Ron Slay              | Grises de Humacao                    | fine contratto |          |
| P        | Keydren Clark         | Aris Salonicco                       | fine contratto |          |
| G        | Rasheed Brokenborough | APOEL                                | fine contratto |          |
| AG       | Lucian Pesoli         |                                      | fine contratto |          |
| C        | Samuele Podestà       |                                      | ritirato       |          |
| P        | Robert Fultz          | Fortitudo Bologna                    | fine prestito  |          |
| C        | Dan Gay               |                                      | ritirato       |          |

### Dopo l'inizio della stagione
| Acquisti | Acquisti   | Acquisti          | Acquisti         | Acquisti   |
| R.       | Nome       | da                | Data             | Modalità   |
| -------- | ---------- | ----------------- | ---------------- | ---------- |
| P        | Mike Nardi | Scandone Avellino | 23 dicembre 2008 | definitivo |

| Cessioni | Cessioni | Cessioni | Cessioni | Cessioni |
| R.       | Nome     | a        | Data     | Modalità |
| -------- | -------- | -------- | -------- | -------- |